# Diecezja Providence
Diecezja Providence (łac. Dioecesis Providentiensis, ang. Diocese of Providence) jest diecezją kościoła rzymskokatolickiego w Providence, region Nowa Anglia, Stany Zjednoczone.

Terytorialnie obejmuje cały stan Rhode Island.

## Historia
Diecezja kanonicznie został ustanowiona 17 lutego 1872 przez papieża Piusa IX.

### Biskupi diecezjalni
- Thomas F. Hendricken (1872–1886)
- Matthew Harkins (1887–1921)
- William A. Hickey (1921–1933)
- Francis Patrick Keough (1934–1947)
- Russell Joseph McVinney (1948–1971)
- Louis Gelineau (1971–1998)
- Robert Mulvee (1997–2005)
- Thomas Tobin (2005–2023)
- Richard Henning (2023–2024)
- Bruce Lewandowski (od 2025)

## Szkoły

### Uczelnie
- Saint Joseph's College w Standish

### Szkoły średnie
- Bishop Hendricken High School, Warwick
- Bishop Keough Regional High School, Pawtucket
- La Salle Academy, Providence
- Mount Saint Charles Academy, Woonsocket
- Our Lady of Fatima High School, Warren
- Portsmouth Abbey School, Portsmouth
- Prout School, Wakefield
- St. Mary Academy – Bay View, East Providence
- St. Raphael Academy, Pawtucke